# Orhan Ademi
Orhan Ademi (né le 28 octobre 1991 à Altstätten) est un footballeur suisse, qui possède aussi la nationalité macédonienne.

## Carrière

### Équipes de championnat
Ademi commence sa carrière professionnelle avec l'équipe amateur du SC Rheindorf Altach en Autriche. À partir d'octobre 2008, il fait partie de l'équipe qui joue en Bundesliga. Il a fait ses débuts dans le championnat autrichien le 8 novembre 2008 lors d'une défaite 5-1 à l'extérieur contre le Rapid Vienne lorsqu'il remplace Oliver Mattle à la 69e minute du match. À la fin de la saison 2008-2009, le club est relégué en deuxième division, Ademi reste dans le club. En 2010, il est élu meilleur attaquant du Vorarlberg.
Pour la saison 2012-2013, Ademi rejoint l'équipe allemande de deuxième division Eintracht Brunswick, pour qui il marque son premier but en deuxième division le 5 août 2012 (1re journée), immédiatement après son entrée en jeu à la 68e minute, lors d'un match à domicile contre le 1. FC Cologne. Au cours de sa première année à Brunswick, il totalise 30 apparitions en 2e division et marque quatre buts.
À l'issue de la saison 2012-2013, l'Eintracht Brunswick est promu en Bundesliga. Il fait ses débuts le 18 août 2013 (2e journée) lors d'une défaite 2-1 face au Borussia Dortmund. Il marque son premier but en Bundesliga le 19 octobre 2013 (9e journée) lors de la défaite 2-3 lors du match à domicile contre le FC Schalke 04. Au total, il fait 25 apparitions lors de sa première saison de Bundesliga, au cours de laquelle il est remplacé 17 fois. En mai 2014, il prolonge son contrat par anticipation jusqu'en 2017. L'Eintracht finit par être relégué de la Bundesliga.
Lors de la saison de deuxième division qui suit, Ademi n'est guère utilisé. À l'hiver 2014-2015, il est prêté au VfR Aalen, équipe du même championnat, jusqu'à la fin de la saison. Ademi ne peut empêcher la relégation d'Aalen malgré trois buts lors des quatre dernières journées.
En août 2016, il retourne en Autriche où il rejoint le SV Ried, club de Bundesliga, où il signe un contrat valable jusqu'en juin 2017. En raison de la relégation, il part.
En août 2017, il retourne en Allemagne, où il rejoint le club de troisième division FC Würzburger Kickers, avec qui il a un contrat valable jusqu'en juin 2019. Il fait ses débuts pour les Kickers le 20 août 2017 contre le Hansa Rostock. Au cours des deux années suivantes, il dispute 68 matchs de troisième division au cours desquels il marque 23 buts. À l'été 2019, il remporte la Coupe de Bavière avec les Kickers.
Ademi retourne à Brunswick pour la saison 2019-2020 de la de troisième division. L'Eintracht obtient la promotion en 2. Bundesliga en raison de sa troisième place du classement. Cependant, Ademi reste en troisième division et passé au MSV Duisbourg pour la saison 2020-2021. Après deux saisons à Duisburg, il rejoint le club de l'élite roumaine Fotbal Club UTA Arad à l'été 2022.

### Équipe nationale
En octobre 2012, Ademi est convoquée pour la première fois dans l'effectif de l'Équipe de Suisse espoirs à l'occasion du Championnat d'Europe 2013 pour le second tour face à la sélection de l'Allemagne, mais n'entre pas en jeu.

## Source
- (de) Cet article est partiellement ou en totalité issu de l’article de Wikipédia en allemand intitulé « Orhan Ademi » (voir la liste des auteurs).